# Кукурудза
Кукуру́дза звичайна (Zea mays) — однорічна рослина родини тонконогових. Одна з найважливіших злакових культур світу, яку вважають (разом з рисом і пшеницею) одним із «трьох найголовніших хлібів людства».

## Назва
Поряд зі словом «кукурудза» існують також малопоширені діалектні назви цієї культури: папшóя у південноподільських говірках, кукуріца в лемківському говорі, кики та кияхи на північно-східних територіях України, зокрема в Чернігівській області. У більшості країн кукурудзу називають «маїс» — від ісп. maíz, яке має індіанське походження.
Походження слова «кукурудза» неясне: або від праслов. *kokor-, *kukur- («щось розчепірене», пор. словен. kukurjav — «кучерявий»), або від рум. cucuruz / укр. кукурудз («шишка»), або від грец. κοκκόροζο(ν) («качан кукурудзи»).

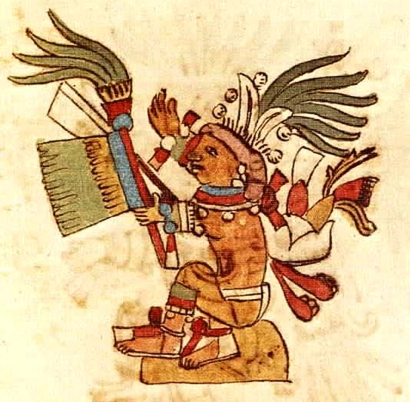
Сінтеотль — ацтекський бог кукурудзи

Трапляються також назви ґенґериця, ґенґурудза.

## Історія походження
Кукурудза — найдавніша хлібна рослина Землі[джерело?], найбільша із зернових. 1954 у Мехіко під час археологічних розкопок на глибині 70 метрів знайшли незвичайну знахідку — шар скам'янілого пилка дикої кукурудзи. За допомогою радіоактивного аналізу визначили вік знахідки — 60000 років. Отже, батьківщиною сучасної кукурудзи є Мексика. У мексиканській долині Ріо-Гранде витягли понад 750 качанів кукурудзи, які перебували на різній глибині: чим глибше залягав шар, тим менші за розміром були качани кукурудзи, а у верхніх шарах — вони скидались на сучасні. Учені зробили висновок, що людина стала вирощувати кукурудзу приблизно 10000 років тому.
На території Перу археологи знайшли викопні качани кукурудзи, датовані п'ятим тисячоліттям до нашої ери. На стоянках древньої людини знайдено також велику кількість фігурок богів і богинь з качанами кукурудзи в руках і на головних уборах: жителі обидвох Америк поклонялися кукурудзі як священній рослині. Культура обробітку її була високою, про що свідчить велика кількість сортів, які там вирощували. Наприклад, у древніх мая були такі сорти: «кукурудза-стара», яка достигала за 5–6 місяців, «кукурудза-дівчинка», яка достигала за 3 місяці, і справжня скороспілка — сорт з красивою назвою «пісня півня»: його прибирали через два місяці після появи паростків.

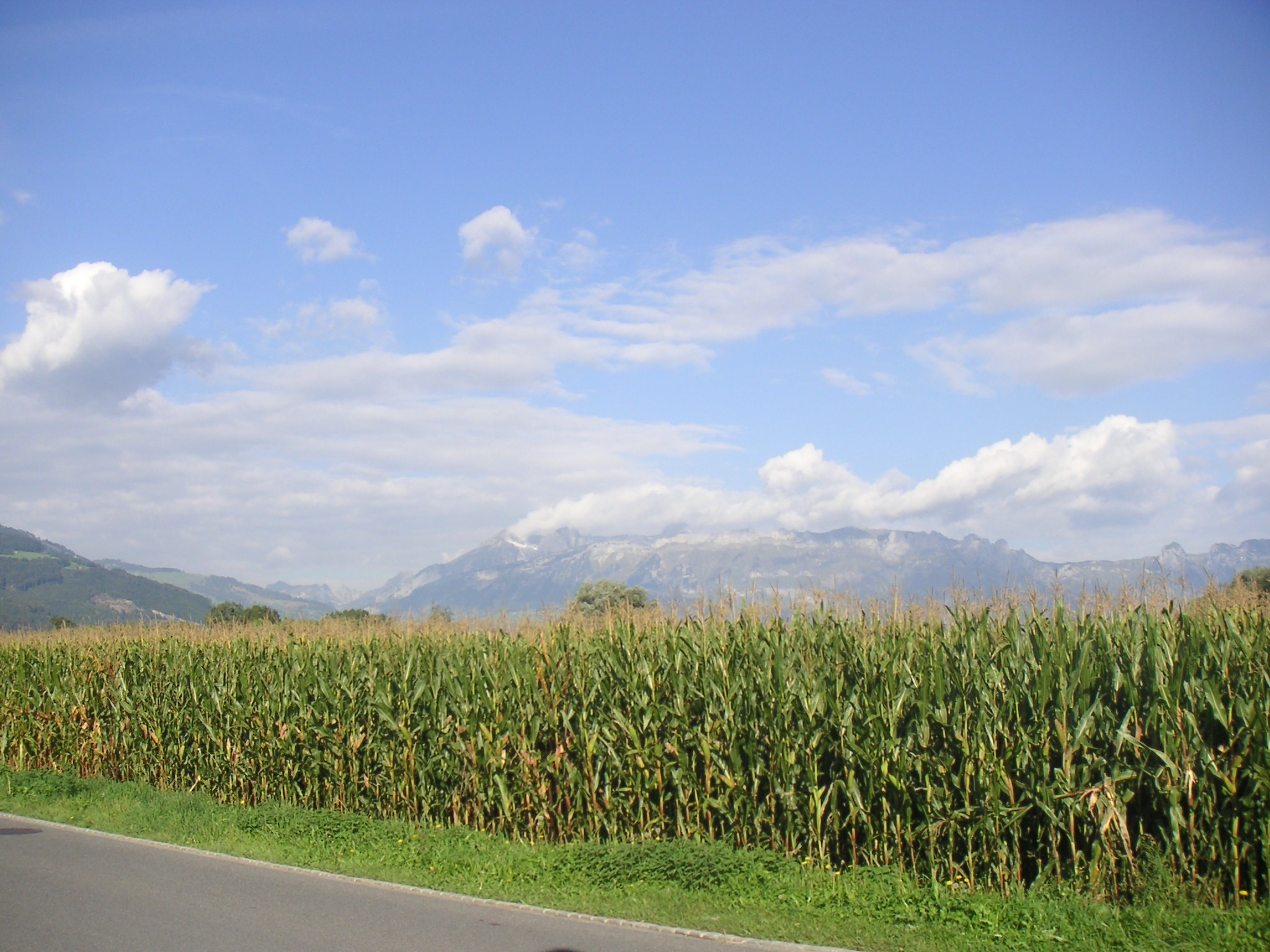
Кукурудзяне поле, Ліхтенштейн

Після другої подорожі Христофора Колумба вона з'явилася в Іспанії, потім в Італії, відтіля рушила на Схід. 1511 року П'єтро Матьєре видав у Севільї книжку «De Orbo Novo» («Про Новий світ»), в якій з'явився перший опис кукурудзи. Перше зображення кукурудзи в друкованому виданні було в 1542 році — в Травнику Л. Фукса. На територію колишнього Радянського Союзу, найраніше завезли кукурудзу до теперішніх Молдови та Грузії — в кінці сімнадцятого і початку вісімнадцятого століть.
Кукурудзу станом на 2011 рік вважають нащадком Теосинте. Різниця між двома культурами зумовлена відмінностями тільки у двох генах gt1, A0A317YEZ1 та tb1, Q93WI2..

## Ботанічна характеристика кукурудзи
Рід кукурудзи (Zea L.) представлений одним видом — кукурудзою (маїс) культурною (Zea mays L.).
Кукурудза культурна (2n=20) — трав'яниста рослина, яка зовнішнім виглядом значно відрізняється від інших злакових рослин.

### Коренева система

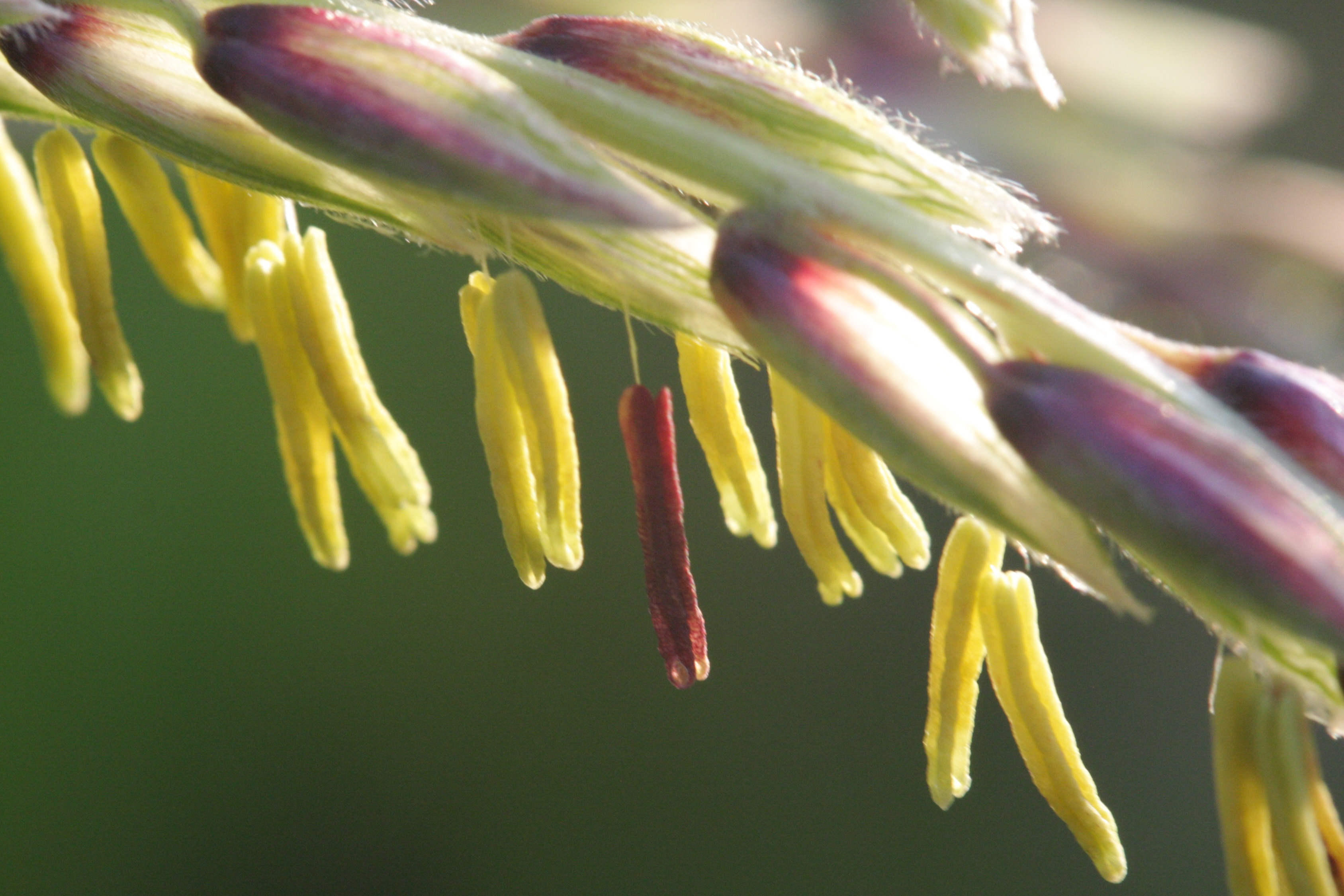
Квітки чоловічого суцвіття зблизька

Коренева система мичкувата, добре розвинена, окремі корені проникають у ґрунт на глибину 2-3 м. У кукурудзи розрізняють кілька ярусів коренів: зародкові, гіпокотильні, епікотильні, підземні вузлові та надземні стеблові (повітряні, або опірні). Основну масу кореневої системи становлять підземні вузлові корені, які заглиблюються у ґрунт до 2,5 м і більше та розходяться в боки у радіусі понад 1 м. Ярусне розміщення коренів у ґрунті з перевагою основної частини їх у гумусовому шарі більш повно забезпечує рослину елементами живлення і вологою за рахунок літніх опадів.

### Стебло
Стебло у кукурудзи — міцна, пряма, висока, могутня, груба, округла соломина, розділена на вузли, заповнена нещільною паренхімою. В південних регіонах України рослина досягає 2,5–3 м заввишки. Висота його залежно від біологічних особливостей сорту чи гібрида та факторів урожайності коливається від 60-100 см у ранньостиглих форм і до 5–6 м у пізньостиглих. Товщина — 2–7 см. Кількість міжвузлів на стеблі у ранньостиглої кукурудзи досягає 8-12, у дуже пізньостиглої — до 30–40 і більше.

### Листки

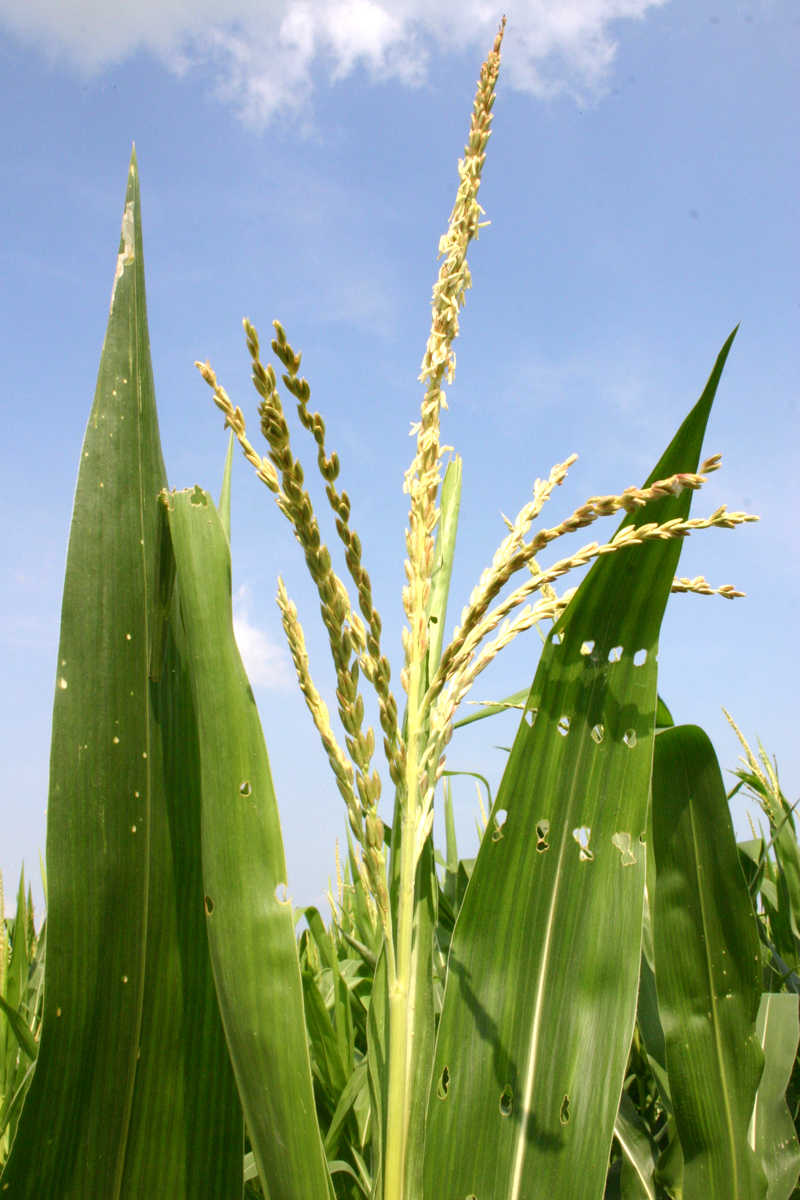
Чоловіче суцвіття

Листки лінійно-ланцетні, великі, довжина листкової пластинки 70–110 см, ширина 6–12 см і більше. Листок зверху опушений, має невеликий язичок і не має вушок. Розміщуються листки на стеблі почергово, не затінюючи один одного. Краї їхні ростуть швидше, ніж середина, а тому є хвилястими, що збільшує загальну листкову поверхню рослини. Кількість листків на стеблі є пропорційною кількості стеблових вузлів.

### Квіти
У кукурудзи на одній рослині формується чоловіче суцвіття — волоть і жіноче — початок, тобто вона є однодомною роздільностатевою рослиною. Чоловічі квітки зібрані у верхівках, жіночі — на початках, у пазухах верхніх стеблових листків. Волоть у кукурудзи верхівкова, розміщується на кінці центрального стебла або на верхівках бічних пагонів — пасинках. На осі волоті переважна кількість бічних гілок першого порядку, рідко на двох-трьох нижніх утворюються гілки другого порядку. Колоски з чоловічими квітками розміщені вздовж кожної гілки двома або чотирма рядами, попарно, з яких один сидячий, другий на короткій ніжці. Колоски двоквіткові; квітки тичинкові, з широкими опушеними перетинчастими колосковими лусками та тонкими м'якими — квітковими, між якими знаходиться три тичинки з двогніздовими пиляками. У кожній добре розвиненій волоті утворюється до 1-1,5 тис. квіток, які за сприятливих умов зацвітають разом з жіночими квітками або на 2-4 дні раніше. Пилок переноситься вітром до 300—1000 м, що враховують при просторовій ізоляції насінних посівів кукурудзи. Суцвіття з жіночими квітками — початки — розвиваються з частини найактивніших пазушних бруньок стеблових листків.
На стеблі утворюються здебільшого 2-3 початки, решта бруньок не розвиваються. Початок розміщується на короткій ніжці (стебельці), покритій зовні обгортковими листками, які відрізняються від звичайних стеблових добре розвиненими піхвами і редукованими пластинками. Внутрішні листки обгортки тонкі, майже плівчасті, світлі, зовнішні — товщі й зелені. Основою початка є добре розвинений стрижень циліндричної або слабо конусоподібної форми, завдовжки 15-35 см. Маса його становить 15- 25 % загальної маси початка. У комірках стрижня початка, які розміщуються поздовжніми рядами, розміщуються попарно колоски з жіночими квітками. Колоски початка мають м'ясисті (при висиханні — шкірясті) колоскові луски та ніжні тонкі — квіткові. У кожному колоску знаходиться дві квітки, але утворює зернівку лише одна — верхня, друга, нижня — безплідна. Розміщені попарно колоски формують дві зернівки, тому початки мають парну кількість рядів зерен — від 8 до 24 і більше. Нормально розвинені жіночі квітки мають сформовані маточки, які складаються із зав'язі, довгого (до 40-50 см) ниткоподібного стовпчика і приймочки.

### Плід
Плід у кукурудзи — гола зернівка різних розмірів і форм, консистенції та забарвлення. Кукурудза не самосівна рослина: із опалих на землю, вкритих в листя качанів, зерна вибратись не можуть.
Зерна кукурудзи можуть набувати фіолетового забарвлення при зростанні за прохолодних температур. Деякі сорти кукурудзи більше схильні до фіолетового забарвлення зернят, ніж інші.
| Кукурудзяні качани | Різноманіття сортів кукурудзи | Поперечний переріз качана | Сорти кукурудзи |

## Сорти кукурудзи
В Україні вирощують сорти кукурудзи цукрової:

Рання золота 401, Кубанська консервна 148, Ароматна, Гібрид Ауріка, Гібрид Акорд 72 і Зоря 123.
Інші гібриди: Сплав МС 290, ДМС Гроно, ДМС Тренд, ДМС 3111, Харківський 195 МВ, Харківський 294М, Харківський 294 МВ, Харківський 295 МВ, Харківський 311 МВ, Харківський 325 МВ, Харківський 340 МВ, ТАР 349 МВ, МЕЛ 272 МВ, Полтава; нові гібриди: Нива МВ, Іскра МВ, Подих МВ, Лювена, Вимпел МВ, Лелека МВ, Злагода МВ, Ладога, Роттердам та НБМ 2020.

## Хімічний склад
Кукурудзяні рильця (інша назва кукурудзяні приймочки; лат. Stigmata Maydis) містять олію (до 2,5 %), олійки (до 0,12 %), камідь (до 3,8 %), смолисті речовини (до 2,7 %), гіркі глікозиди (до 1,15 %), сапоніни (до 3,18 %), криптоксантин, аскорбінову і пантотенову кислоти, вітамін К, інозит, ситоетерин, сигмастерин і невивчені алкалоїди (0,05 %).
Насіння містять 65–70 % вуглеводів, в основному, крохмалю до 61,2 % (за іншими даними більше 70 %, 71 %), жирну напіввисихаючу олію (4–6 %), пентозани (до 4,7 %), речовини алкалоїдного характеру (близько 0,21 %), а також вітаміни: В1 (0,15-0,2 мг%), В2 (близько 100 мг%), нікотинову кислоту (1,8-2,6 мг%), пантотенову кислоту (близько 0,7 мг%) і біотин (до 77 мг%).
Кукурудзяна олія багата вітаміном Е.
У препаратах кукурудзи знайдено дубильні речовини пірокатехінової групи (11-13 %), цукри, сполуки кремнезему, жирну олію (1,88–2,55 %), яка містить лінолеву та арахідонову кислоти, летку олію (0,1–0,2 %), а також калій, магній, кальцій, ситостерол і сигмастерол, ретинол, тіамін, рибофлавін, аскорбінову кислоту, біофлавоноїди, філохінони, α-токоферол, пантотенову кислоту, сапоніни. 

Жовтозерняткові сорти багаті каротином.

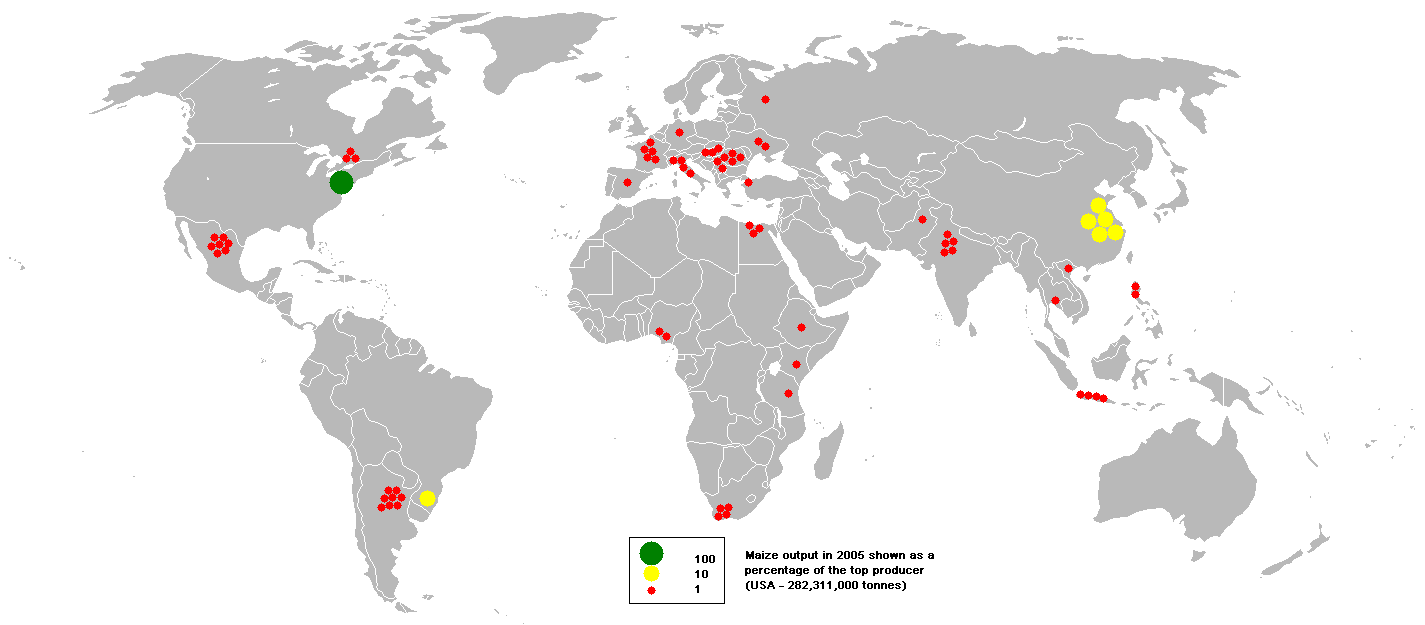
Врожай кукурудзи у світі у відсотках для кожної окремо взятої країни в 2005 році порівняно з лідером США (100 % = 282 311 000 тонн).

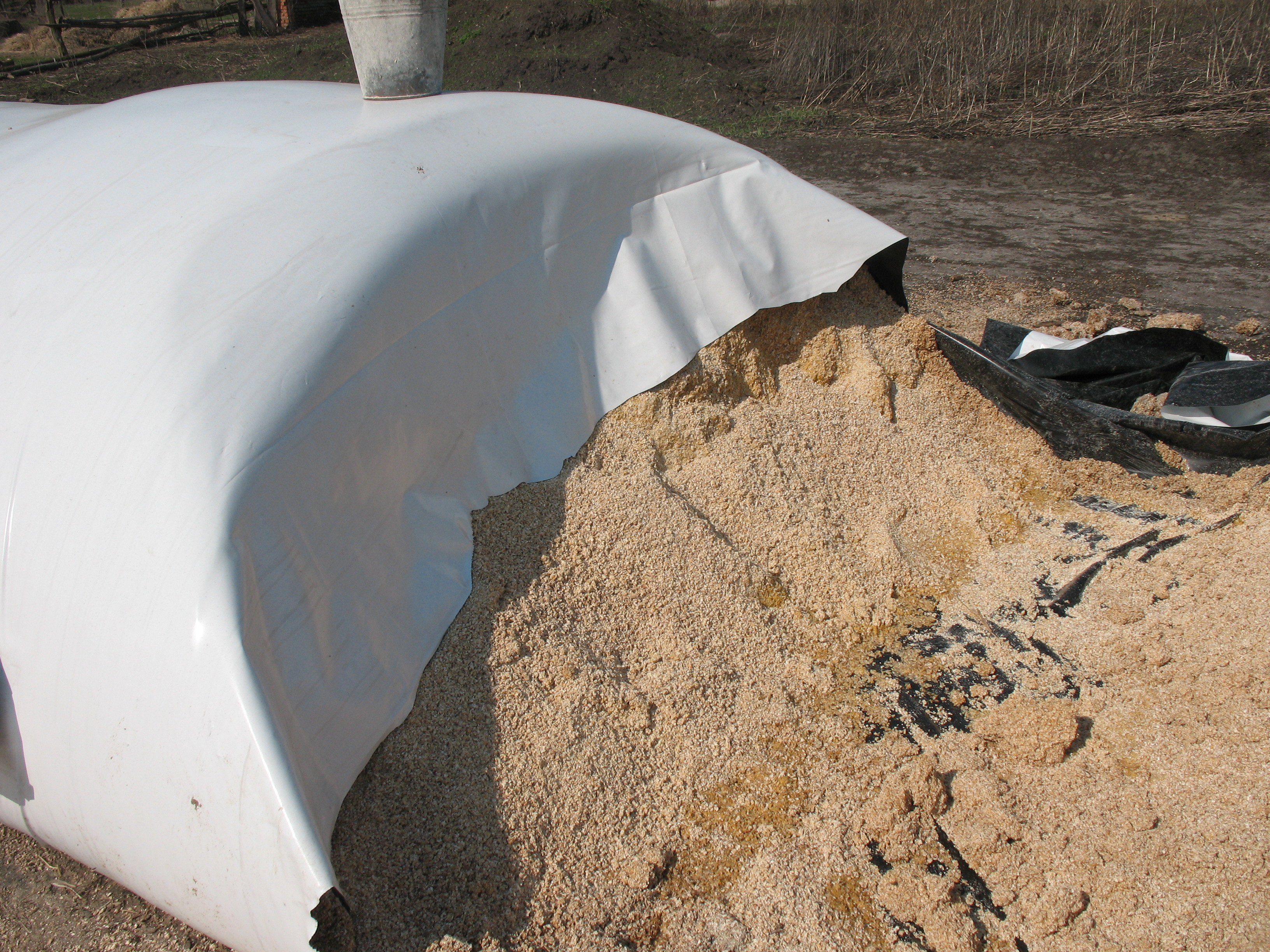
Подрібнене зерно кукурудзи в поліетиленовому рукаві

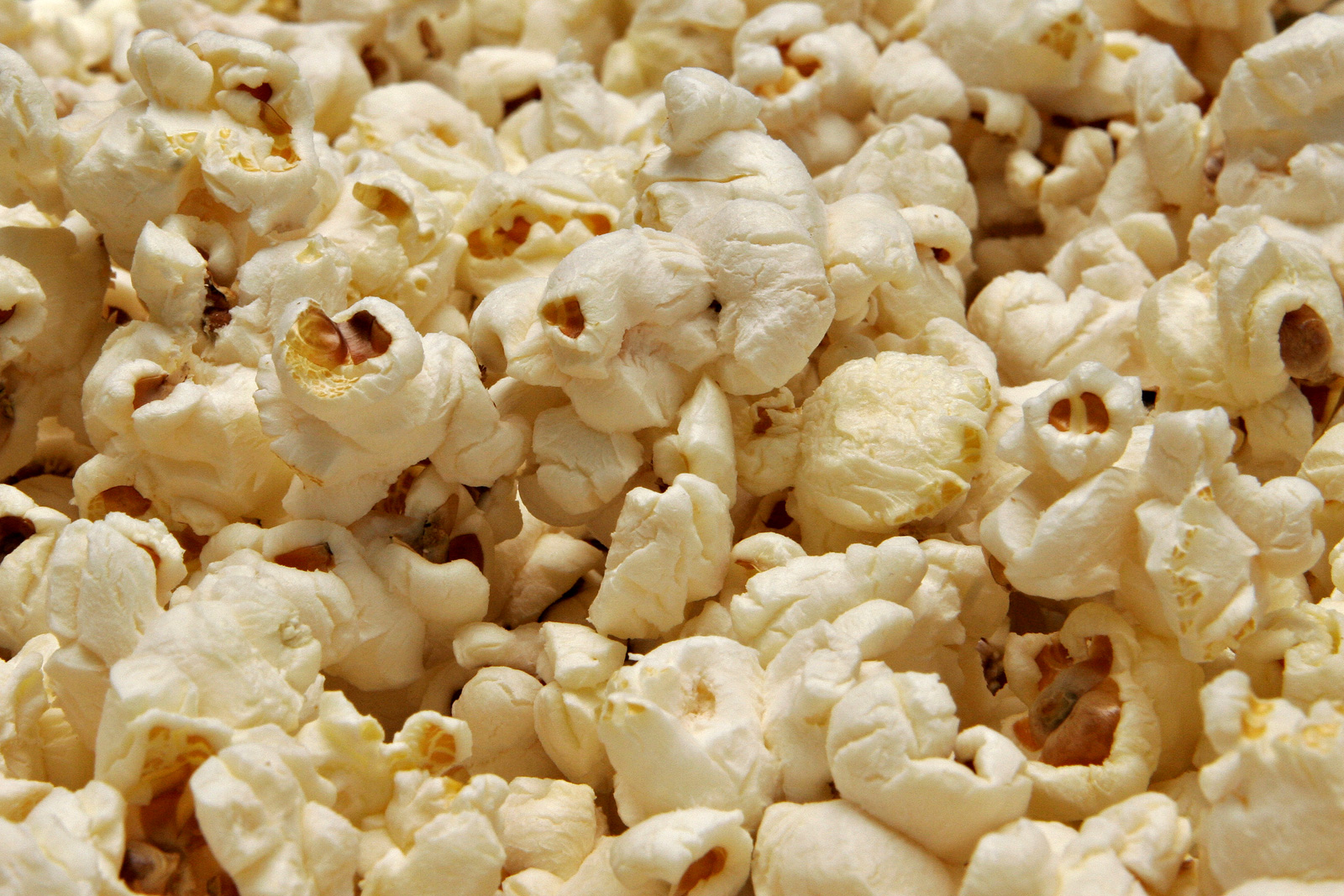
Попкорн — смачний продукт з кукурудзи

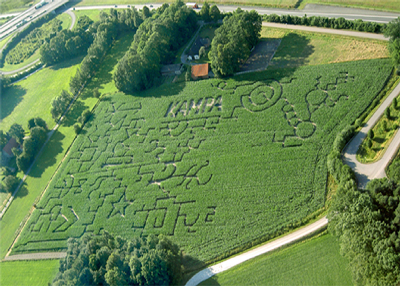
Вигляд з повітря на кукурудзяний лабіринт у Білефельді

## Використання
Кукурудза — одна з найпоширеніших і найважливіших сільськогосподарських культур у світі. Насамперед її вирощують на зерно і для виробництва кормів. У світовому рільництві, у тому числі й в Україні, кукурудзу використовують як універсальну культуру — на корм худобі (стебла й качани), для продовольчих і технічних потреб — виробництва круп і борошна, харчового крохмалю та рослинної олії, меду й цукру, ксантанової камеді, декстрину та етилового спирту, амілази, що служить для виробництва фото- та кіноплівок і синтетичних тканин. З воскоподібної кукурудзи виготовляють пластмаси, синтетичні плівки, целофан, з оболонок кукурудзяних качанів — папір, кошики, капелюхи тощо. З качанів отримують фурфурол, потрібний у виробництві синтетичних смол та інших хімічних матеріалів. Останнім часом збільшилась її частка у виробництві біопалива та біогазу
У зерні кукурудзи більш 70 % крохмалю, а в пшениці — 64 %, але в пшениці 17 % білку, а в кукурудзі всього 10 %, і кукурудзяний білок бідніший незамінними амінокислотами. Жовта кукурудза — єдиний злак, багатий каротином: до 9 мг в 100 г зерна.

### Корми у тваринництві
Кукурудза має високі кормові якості, але процент білку в її зерні низький, і близько 30-40 % білка зерен кукурудзи припадає на малопоживний зеїн, який поступається білкам інших злакових і бобових культур. У незеїновій частині білка кукурудзи міститься мало незамінних амінокислот: метилаланіну, триптофану тощо, а це знижує поживність кукурудзяного корму. Тому для збагачення білком зеленої маси кукурудзу вирощують разом з бобовими культурами.
Останнім часом кормове зерно кукурудзи зберігають консервованим в поліетиленових рукавах.

### У кулінарії
Кукурудзу широко використовують у період її молочної стиглості. За поживністю в молочно-восковій стиглості кукурудза перевершує майже всі овочеві культури. Однак молочна стиглість (коли зерна м'які й при натисненні виділяють рідину молочного кольору) у кукурудзи зберігається лише 2-3 дні, після чого вміст цукрів у зернах швидко зменшується і смакові якості їх знижуються. Виламують качани кукурудзи в стадії молочній — початку воскової спілості.
Кукурудза є цінним харчовим продуктом. З її зерен виготовляють кукурудзяне борошно, крупи й пластівці, калорійність яких характеризуються даними, наведеними в таблиці нижче
| Продукт               | Кількість засвоюваних речовин у 100 г продукту | Кількість засвоюваних речовин у 100 г продукту | Кількість засвоюваних речовин у 100 г продукту | Кількість нетто-калорій у 100 г продукту |
| Продукт               | Білки                                          | Жири                                           | Вуглеводи                                      | Кількість нетто-калорій у 100 г продукту |
| Кукурудзяне борошно   | 8,2                                            | 3,2                                            | 67,9                                           | 342                                      |
| Кукурудзяні крупи     | 7,1                                            | 0,9                                            | 74,1                                           | 341                                      |
| Кукурудзяні пластівці | 9,6                                            | 4,2                                            | 83,5                                           | 420                                      |

Кукурудзяний крохмаль тонкого помелу часто використовують замість пшеничного борошна, а кукурудзяні крупи — замість манних. Кількість протеїну в зерні кукурудзи становить 10-13 %. У зерні кукурудзи міститься 3-5 % олії.
Кукурудзяні крупи варяться найдовше за всі крупи — 3-4 год. Розварювання круп можна прискорити, замочивши їх. А особливістю кукурудзяної каші є те, що вироби з неї можна формувати в холодному вигляді.
В кукурудзяному борошні відсутня клейковина, тому його використовують для приготування тих страв, у яких для скріплення застосовуються яйця.
В національних кухнях з кукурудзи готують італійську поленту, іспанську тортиллу, румунську мамалигу, грузинські мчяді, чемкву і так далі. З кукурудзяних зерен готують кукурудзяні пластівці, крохмаль, патоку, спирт, пиво, а також отримують кукурудзяну олію, що здатна знижувати кількість холестерину в крові.

#### Варіння кукурудзи у качанах
Свіжу кукурудзу переважно варять у качанах і в такому вигляді подають на стіл. Підготовлені качани обчищають від волокон і листків, частину листків кладуть на дно каструлі, щоб качани не пригоріли. На листки щільними рядами кладуть качани (перезрілу кукурудзу, яка довго вариться, кладуть знизу). Качани покривають листками й заливають холодною водою. Варять кукурудзу в закритій каструлі від 30 хв до години (в залежності від стиглості), а потім ставлять у духовку. В міру википання води в каструлю доливають окріп. Солять качани після варіння.

### У медицині
Рідкий екстракт і спиртова настойка кукурудзяних стовпчиків збільшують секрецію, рух жовчі, розріджують її, зменшують кількість білірубіну в жовчі, прискорюють процес зсідання крові. Препарати кукурудзи збільшують кількість тромбоцитів у крові та значно посилюють діурез.
Медичною промисловістю випускається екстракт кукурудзяних стовпчиків рідкий (1 : 1), виготовлений на 70 % спирті. Застосовується як жовчегінний засіб при холециститі, холангіті та порушенні функцій травного каналу. Приймають всередину по 30-40 крапель на 1 ложці води 3 рази протягом доби за 30 хв до їди.
Настій кукурудзяних приймочок здавна використовують при хворобах нирок, зокрема при гломерулонефриті, нефролітіазі, циститі, уретриті, при хворобах печінки, для зниження апетиту при ожирінні, при серцевих і ниркових набряках та при хворобах жіночих статевих органів, зокрема при маткових кровотечах. Беруть 1 столову ложку кукурудзяних приймочок, заливають 1 склянкою води, кип'ятять 10 хв, настоюють 30 хв. П'ють по 1 столовій ложці 3 рази на добу через 2 год після їди.
Оболонка кукурудзи дозволяє приготувати лікувальні чаї, таблетки, порошки.

#### Заготівля медичної сировини
З лікувальною метою використовують приймочки і стовпчики рослини та кукурудзяну олію. Збирають кукурудзяні стовпчики, коли достигають качани. Перевагу віддають золотаво-жовтим та червонуватим стовпчикам. Темні, вражені цвіллю і зволожені стовпчики кукурудзи непридатні для медичного використання. Сировину розстилають тонким шаром, добре висушують і зберігають у прохолодних, але не вологих місцях.

## Обсяги виробництва кукурудзи
| Країна                              | млн тонн |
| ----------------------------------- | -------- |
| США                                 | 361      |
| КНР                                 | 216      |
| Бразилія                            | 80       |
| Аргентина                           | 33       |
| Україна                             | 28       |
| Індія                               | 24       |
| Мексика                             | 23       |
| Всього у світі                      | 1038     |
| Найбільші виробники кукурудзи, 2010 |          |
| Країна                              | млн тонн |
| США                                 | 339      |
| КНР                                 | 166      |
| Європейський Союз                   | 56       |
| Бразилія                            | 51       |
| Мексика                             | 24       |
| Аргентина                           | 21       |
| Індія                               | 20       |
| ПАР                                 | 13       |
| Україна                             | 12       |
| Канада                              | 11       |
| Всього у світі                      | 832      |

Рослина посідає третє місце у світовому виробництві після пшениці і рису. За даними ФАО площі відведені під кукурудзу в період з 1970 по 2003 рік збільшилася з 113 млн га до 143 млн га, середня врожайність 2,35 т/га до 4,47 т/га, а загальний обсяг виробництва збільшився з 266 млн тонн до 640 млн т. Урожайність кукурудзи в розвинених країнах значно вища за рахунок використання гібридного насіння, зрошення, внесення добрив і боротьби зі шкідниками.
Станом на 1981 рік у Радянському Союзі все ще існувала проблема з технологією вирощування кукурудзи та технікою. Деякі машини і знаряддя, потрібні для технології, запозиченої з Угорщини, виготовлювалось лише малими партіями, або взагалі не виготовлювалось. Ніхто не виготовлює плуги з напівгвинтовим відвалом, мало кукурудзоприбиральних комбайнів, ще менше сушарок зерна тощо. Найобширніші в СРСР території зайняті під кукурудзу були в Україні, на другому місці була РСФСР, на третьому — Молдова.
Найбільшим виробником є США, Китай, ЄС і Бразилія. До 40 % урожаю кукурудзи у світі випускає США, і є найбільшим експортером у світі.
У світі для продовольчих потреб використовується приблизно 20 % зерна кукурудзи, для технічних — 15-20 %, на корм худобі — 60-65 %.

### Український експорт кукурудзи
Всього з початку сезону (жовтня 2011 р.) Україна поставила на експорт морським транспортом 6,95 млн т кукурудзи.
Див. також: Найбільші виробники зернових культур

## Агротехніка кукурудзи
Кукурудза — високопродуктивна культура. За короткий час вона формує більше органічної маси, ніж інші культурні рослини. Водний, температурний, світловий та поживний режими мають велике значення при вирощуванні кукурудзи, тому при несприятливих умовах знижується кількість і маса зерен, особливо у верхівці качана. Сонячної енергії кукурудза потребує значно більше, ніж зернові колосові та інші культури, а за її дефіциту (затінені місця, загущеність посівів, тривала хмарна погода) вегетаційний період цієї культури подовжується, а врожайність знижується. Це призводить до погіршення якості зерна. Показником високого врожаю є досягнення типового для кожного гібрида співвідношення між зерном і листостебельною масою — індекса урожаю. Він у кукурудзи на силос досягає 1, у кукурудзи на зерно — коливається в межах від 0,38 до 0,42. Доведено, що високий та низький вміст білка в зерні передається при інцухті з покоління в покоління, як високо спадкова ознака, проте вона потребує постійного контролю при доборі й розмноженні високобілкових ліній.
Використання мікробіологічних препаратів природного походження є одним із чинників підвищення продуктивності та якості зерна кукурудзи. При інокуляції мікробних препаратів симбіотичний розвиток мікроорганізмів у ризосфері кореневої системи рослини сприяє збільшенню кількості мінералів, що поступають у рослину, і підвищенню продуктивності фотосинтезу, а шляхом збільшення кількості корисних видів мікробіоти − отримують зростання стійкості рослин до факультативних патогенів, що загалом сприяє підвищенню вмісту протеїнів у зерні та якості зерна в цілому.
Сіють кукурудзу з міжряддями 65-70 і відстанями між рослинами в ряду 30-35 см. У кожне гніздо висівають 3-4 зерна на глибину 7-8 см. Норма висіву становить 20-26 г на 10 м². Догляд включає 2-3 розпушування міжрядь із знищенням бур'янів, видалення пасинків і штучне доопилення рослин перенесенням пилку марлею з чоловічих квіток на жіночі (потрібно повторювати кілька разів).
Інтенсивність асиміляції СО2 у кукурудзи значно залежить від інтенсивності освітленості. Оптимальне співвідношення листкової поверхні до площі ґрунту, для кукурудзи на зерно становить 3-4м2/м².
| Дорослі рослини | Качан цукрової кукурудзи | Плоди кукурудзи | Плоди різних сортів маїсу | Зібраний маїс, Міннесота (США) |

### Підживлення кукурудзи
Підживлення кукурудзи добривами забезпечує рослину потрібними елементами.

#### Підживлення мінеральними добривами
Підживлення кукурудзи мінеральними добривами є важливим етапом для максимального урожаю. Зазвичай застосовують такі мінеральні добрива, як аміачна селітра (анідрид азотної кислоти), суперфосфат (джерело фосфору) та калійна сіль (джерело калію).
Норми внесення мінеральних добрив зазвичай визначають залежно від рівня поживності ґрунту, але приблизно можна вказати наступні норми:
- Аміачна селітра (азотне добриво) застосовується у дозі близько 100-120 кг/га. Це може бути розділено на декілька етапів під час розвитку рослин, якщо необхідно.
- Суперфосфат (добриво з фосфором) вноситься в кількості 60-80 кг/га, але також може бути розділено на кілька етапів.
- Калійна сіль (добриво з калієм) рекомендується вносити приблизно 50-70 кг/га, в залежності від аналізу ґрунту та попередніх доз добрив.

Також можна застосовувати розчин карбаміду. Підживлення кукурудзи мінеральними добривами зазвичай проводиться у два-три етапи: перший етап під час посіву або перед ним, другий - під час фази активного росту (на початку формування колосків), і третій - при потребі в залежності від вмісту поживних речовин у ґрунті та фази росту рослин. 

#### Позакореневе підживлення мікродобривами
Підживлення по листу здійснюється в критичні фази росту культури, під час яких спостерігається найбільша потреба в елементах живлення (особливо в мікроелементах). Одним із таких етапів в розвитку кукурудзи є період 4-6 листків. В цей час коренева система рослин не розвинена і поглинання поживних речовин із грунту обмежене. Тому застосування водорозчинних добрив дозволяє оптимізувати розвиток кореневої системи та підсилити використання рослинами елементів живлення з ґрунту і добрив. Це дає можливість прискорити повноцінне закладання репродуктивних органів (качанів) та отримати, в підсумку, високий урожай. 
Мікродобрива ефективні також у період 7-9 листків. Підживлення в цей час сприяє підсиленому споживанню основних елементів з ґрунту. Підвищується хворобо- і посухостійкість рослин та покращуються якісні показники врожаю. Для забезпечення таких умов, в даний період, рекомендовано вносити мікродобрива з марганцем, бором та  цинком . Застосування останнього, при вирощуванні кукурудзи, є обов’язковим, оскільки за його участі в рослинах синтезується хлорофіл, амінокислоти та вітаміни групи В, Р, С. За нестачі цинку можливе погане зав’язування качанів. Одночасно з мікродобривами при проведенні підживлень рекомендується вносити сульфат магнію семиводний. 
Розчин добрива потрібно розпиляти на листки рослин, обробивши їх з обох сторін. При цьому важливо дотримуватися рекомендованої дози добрива.
Перед проведенням підживлення кукурудзи по листу, рекомендується перевірити рівень pH ґрунту. Якщо рівень pH не підходить для кукурудзи, потрібно спочатку провести кислотно-лужну корекцію та за необхідності провести вапнування ґрунту. При недостатньому рівні азоту в грунті, підживлення по листу стає ще важливішим, так як рослини можуть не отримати достатню кількість цього макроелемента.

### Гербіциди
Обов'язковим елементом переважної більшості інтенсивних технологій вирощування сільськогосподарських культур (в тому числі і кукурудзи), є боротьба з бур'янами за допомогою застосування гербіцидів.
За строками застосування гербіцидів можна виділити два етапи:
- досходовий період — застосування гербіцидів перед висіванням або після висіву сільськогосподарських культур (але до появи сходів): Герб 900, к.е.; Дуал Голд 960ЕС, к.е.; Стомп 330, к.с.; Трофі 90, к.е.; Фронт'єр 900, к.е.; Фронт'єр Оптима, к.е.; Харнес, к.е. та ін.
- післясходовий період — застосування гербіцидів після появи сходів (гербіциди класу «Регулятори росту та розвитку»: Амінка, в.р.; Банвел 4S 480SL, в.р.к.; Дезормон 600, в.р.; Діален Супер 464 SL, в.р.к.; Естерон 60, к.е.; Ефірон, к.е.; Лонтрел Гранд, в.г.; Амінка, в.р.; Дезормон 600, в.р.; Діален Супер 464 SL; Естерон 60, к.е.; Ефірон, к.е.; 2,4 Д амінна сіль). Також використовуються гербіциди наступних класів: «Інгібітори ацетолактатсинтази», «Інгібітори ацетил-Ко-карбоксилази», «Інгібітори EPSP-синтази» (існують генетично модифіковані сорти кукурудзи, стійкі до гербіцидів цієї групи).

### Хвороби і шкідники

#### Шкідники
Коріння або паростки сходів кукурудзи в ґрунті пошкоджують личинки різноманітних жуків-коваликів, чорнишів, пилкоїдів та пластинчастовусих — хрущів, хлібних жуків, кукурудзяного жука.
В Україні найпоширенішими серед жуків-коваликів є:
- посівний ковалик (Agriotes sputator L.) — зустрічається у всіх зонах за винятком степових районів. Личинки цього виду становлять основну масу дротяників в Україні;
- широкий ковалик (Selatosomus latus F.) — поширені в Поліссі, Прикарпатті, Лісостепу;
- степовий ковалик (Agriotes gurgistanus Fald.) — поширені в Лісостепу і Степу.
- смугастий ковалик (Agriotes lineatus L.) — поширені в Поліссі, Прикарпатті, Лісостепу;
- темний ковалик
- чорний ковалик.

Дротяники вигризають внутрішню частину висіяних зерен, обгризають підземну частину стебел і коріння сходів, що призводить до значного зрідження посівів. Ступінь шкідливості дротяників залежить від наявності в ґрунті заораних рослинних рештків, обумовлюється кількістю шкідника і його віковим складом, температурою та вологістю ґрунту, рівнем агротехніки. Чисельність шкідників, а також шкодочинність дротяників вища у міру просування на північ, що пояснюється тривалішим періодом проростання насіння і росту сходів.
Жуки-чорниші та медляки добре пристосовані до посушливих умов. Найнебезпечнішими з них є кукурудзяний чорниш (Pedinus femoralis L.), степовий чорниш (Blaps galophila F.-W.), широкогрудий чорниш (Blaps lethifera Marsh.), піщаний медляк (Opatrum sabulosum L.). Личинки чорнишів — несправжні дротяники, пошкоджують висіяне насіння та підземну частину сходів біля поверхні.
Личинки жуків-пилкоїдів шкодять переважно на півдні України. Серед пилкоїдів пошкоджують кукурудзу дагестанський пилкоїд (Podonta daghestanica Rtt.) та пилкоїд протей (Omophlus proteus Kirsh.).
З пластинчастовусих жуків найбільшої шкоди кореням, підземній частині стебла сходів і молодих рослин кукурудзи завдають личинки квітневого, червневого та травневого хрущів, хлібних жуків та кукурудзяного жука. На півдні та Криму шкодить кукурудзяний гнойовик (Pentodon idiota Hbst.). У лісостеповій і степовій зонах пошкоджувати можуть жуки-кравчики (Lethrus apterus Laxm.).
Підгризаючі совки шкодять в усіх регіонах України: озима совка (Agrotis segetum Schift.) — найбільш шкідлива в Лісостепу і південному-заході, оклична совка (Agrotis exsclamationis L.) — поширена в західних областях, бавовникова совка (Chloridea obsoleta F.) — поширена переважно в південних районах, але в окремі роки може просуватися і в більш північні райони.
Шведська муха (вівсяна — Oscinella frit L. та ячмінна — Oscinella pusilla Meid.) і її личинки.
Сірий або кукурудзяний довгоносик (Tanumecus dilatycollis Gull.) — загрозливий шкідник кукурудзи на південному-заході України в придунайських районах.
Смугаста хлібна блішка, соргова попелиця (Rhopalosiphum maidis Fitch.), черемхово-злакова попелиця (Rhopalosiphum padi L.), звичайна злакова попелиця (Schizaphis graminum Rond.), бруслинова попелиця (Aphis evonymi F.); шестикрапкова (Macrosteles laevis Rib.), смугаста (Psammotettix striatus L.) та городня цикадки (Empoasca pteridis Dhlb.); павутинний кліщ, сліпняк хлібний рудовусий (Trigonotylus ruficornis Geoffr.), стебловий кукурудзяний метелик (Ostrinia nubilalis Hb.) і його гусениця; комірний і рисовий довгоносики, зернова (ячмінна) міль, західний кукурудзяний жук, мухи-стрічкокрилки, зерножил кукурудзяний (Caprophilus dimidiatus), довгоніжка шкідлива.
Доведено, що зерно, в кілограмі якого нараховується понад 15 особин рисового довгоносика, або 5- комірного, 6-борошняних хрущаків, 25 борошноїдів, 150 хлібних кліщів спричиняє негативний вплив на функціональну діяльність нирок та печінки теплокровних.

#### Хвороби
В час періоду вегетації, а також при зберіганні кукурудзу уражають понад 100 видів грибів та бактерій, а також деякі вірусні і мікоплазменні хвороби.
До спільних хвороб кукурудзи та інших рослин належить фузаріоз, біла гниль, плісняві гриби.
| Хвороби насіння та сходів                    | |
| Сіро-зелене пліснявіння                      | Збудники — гриби з родів Penicillium Linc., Aspergillus Mich., Botrytis Mich.. Mucor Mich., Rhizopus spp. та ін. |
| Темно-зелене пліснявіння                     | Збудники — гриби з родів Alternaria Ness., Cladosporium Linc. |
| Рожеве пліснявіння                           | Збудники — гриби з родів Fusarium Linc., Trichotechium Linc. |
| Вилягання сіянців (чорна ніжка)              | Збудники — гриби з роду Pythium — Pythium debarianum Hesse, Pythium aphanidermatum (Eds.) Fitzp., Pythium arrenomeanes Drechs. та інші. |
| Заходи захисту від цвільової мікрофлори      | — Калібрування насіння; — зберігання насіння у сухих приміщеннях з хорошою вентиляцією; — сівба в оптимальні строки з коткуванням посівів; — протруювання насіння Вітаваксом 200, Вітаваксом 200ФФ і ін.. |
| Сажкові хвороби                              | |
| Летюча сажка                                 | Збудники — гриб Sphacelotheca reiliana (Kuhn) G.P.Clinton (син. Sporosporium reilianum Mc Alpine f. zeae Geshele) |
| Заходи захисту                               | — агротехнічні: дотримання оптимальних сівозмін та строків сівби; — хімічні: протруювання насіння препаратами: Вітавакс 200, Вітавакс 200 фф та ін.; — впровадження у виробництво стійких гібридів і сортів; |
| Пухирчаста сажка                             | Збудник хвороби — гриб Ustilago zeae (Beskm.) Unger |
| Заходи захисту                               | Створення і використання стійких гібридів. Агротехнічні прийоми: -сівба гібридним насінням першого покоління та добір здорового насіннєвого матеріалу; -оптимальні строки сівби; -очищення поля від післязбиральних решток, осіння оранка; -хімічні: протруювання насіння препаратами: Вітавакс 200, Вітавакс 200 фф та ін.; -в сівозміні кукурудза на насіння не повинна перевищувати 25-30 % площі; |
| Хвороби стебла і коренів                     | |
| Фузаріозні стеблові та кореневі гнилі        | Збудники — гриб з роду фузарій Fusarium moniliforme var. subglutinans Wollenweb. et Reinking та ін. |
| Біла гниль                                   | Збудник — сумчастий гриб з роду склеротинія Sclerotinia sclerotiorum (Lib.) d By. (син. Whetzelinia sclerotiorum d By. Korf. et Dumont.) |
| Вугільна гниль стебла                        | Збудник — гриб Sclerotium bataticola Taub. |
| Бактеріальна гниль стебел                    | Збудники — бактерії з родів Erwinia, Pseudomonas |
| Листові хвороби                              | |
| Гельмінтоспоріоз стебел, листя, качанів      | Збудники — гриби з роду Helminthosporium — Helminthosporium turcicum Pass., Helminthosporium maydis Nisik., Helminthosporium carbonum Ullstrup. |
| Іржа                                         | Збудник — гриб Puccinia sorhi Schw. |
| Аскохітоз                                    | Збудники — гриби з роду аскохіта — Ascochyta maydis G.L. Stout.; Ascochyta zeina Sacc. |
| Септоріоз                                    | Збудник — гриб Septoria maydis Schulz et Sacc. var major Panasenko |
| Курвуляріоз                                  | Збудник — гриб з роду курвуларія Curvularia lunata (Wakk.) Boeijn. |
| Цефалоспоріоз                                | Збудник — гриб Cephalosporium acremonium Corda |
| Філлостіктоз                                 | Збудник — гриб Phyllosticta zeina Panasenko |
| Альтернаріоз листя                           | Збудник — гриб з роду альтернарія Alternaria alternata (Fr.:Fr.) Keissl. |
| Епікоккоз                                    | Збудник — гриб Epicoccum neglectum Desm. |
| Кільцеподібна бактеріальна плямистість листя | Збудник — гриб Pseudomonas syringae pv. syringae van Hall (син. Pseudomonas holci Kendrick) |
| Бактеріальна плямистість листя та піхв       | Збудник — гриб Pseudomonas syringae pv. andropogoni Smith |
| Бактеріальне в'янення (Вілт) Стюарта         | Збудник — бактерія Erwinia stewartii (Smith.) Due |
| Хвороби качанів                              | |
| Фузаріоз качанів                             | Збудники — гриби роду з фузарій (Fuzarium moniliforme J.Sheld. та ін.) |
| Червона гниль качанів                        | Збудники — гриб Fuzarium graminearum Schwabe, (сумчаста стадія Gibberella zeae (Schwein.) Petch) |
| Нігроспороз                                  | Збудники — гриб Nigrospora orizae (Berk. & Broom.) Petch |
| Сіра гниль                                   | Збудники — гриб Rhizopus maydis Bruderl |
| Диплодіоз, суха гниль стебел та качанів      | Збудники — гриб Diplodia zeae (Schw.) Lev. |
| Кладоспоріоз (темне пліснівіння)             | Збудники — гриби з роду Cladosporium Cladosporium herbarum (Pers.) Linc, Cladosporium griseo-olivaceum Pidopl. et. Deniak. |
| Рожеве пліснівіння                           | Збудник — гриб Trichothecium roseum Linc. |
| Бактеріоз качанів                            | Збудник — бактерія Bacillus mesentericus-vulgatus — грампозитивні спороносні палички |
| Вірусні хвороби                              | |
| Закуклювання                                 | Збудник — Oat pseudorosette virus, (син. Siberian oats mosaic virus) |
| Мозаїка (крапчастість) листя кукурудзи       | Збудник — Maize leaf fleck. virus (син. Badley yellow dwart virus) |
| Карликова мозаїка кукурудзи                  | Збудники — Maize dwart mosaic virus, Maize red stripe virus, Sorghum red stripe |

А також Іржа кукурудзи, що викликається іржастим грибком Puccinia maydis з роду Пукцинія; Ustilago maydis; Мікосферела кукурудзи (Mycosphaerella zeae-maydis).
Див. також: Список хвороб, що впливають на кукурудзу.

## Кукурудза— модельний генетичний об'єкт
Кукурудза — модельний класичний генетичний об'єкт. Розпочаті на рубежі 19-20ст. генетичні дослідження кукурудзи, сприяли вагомому поліпшенню даної культури, а також стали основою для розвитку теоретичної і прикладної генетики рослин. Вперше здійснені на кукурудзі розробки, були перенесені на інші культури, що сприяло підвищенню загального рівня генетичних досліджень і селекційних технологій.
В дослідах на кукурудзі американська вчена-генетик Барбара Мак-Клінток відкрила мобільні генетичні елементи (транспозони).
В Національному центрі генетичних ресурсів рослин України Інституту рослинництва ім. В. Я. Юр'єва сформована та зареєстрована базова колекція кукурудзи, яка включає 4987 зразків, в тому числі 892 сорти, 191 синтетична популяція і 3904 самозапилених ліній.

## Галерея

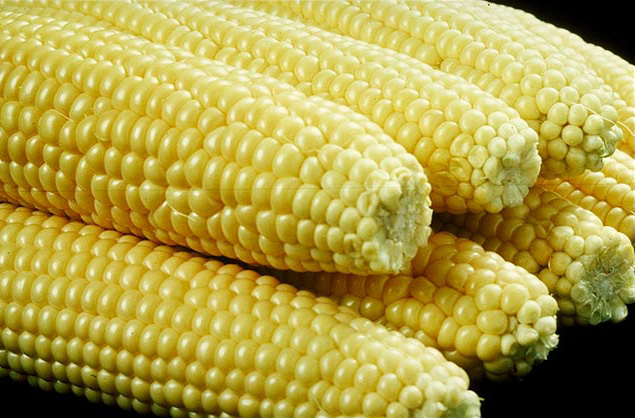
Очищені качани цукрової кукурудзи
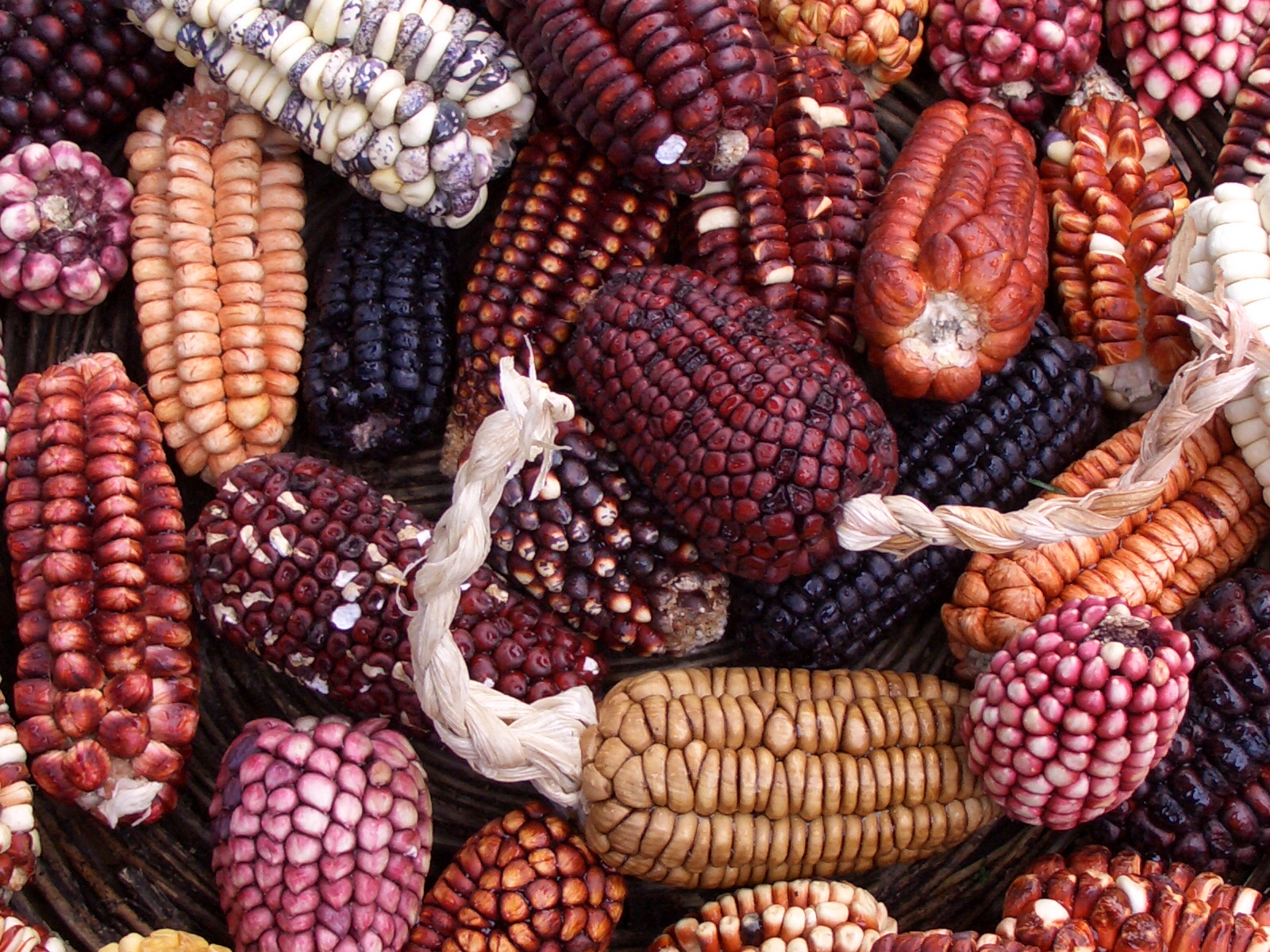
Перуанські сорти
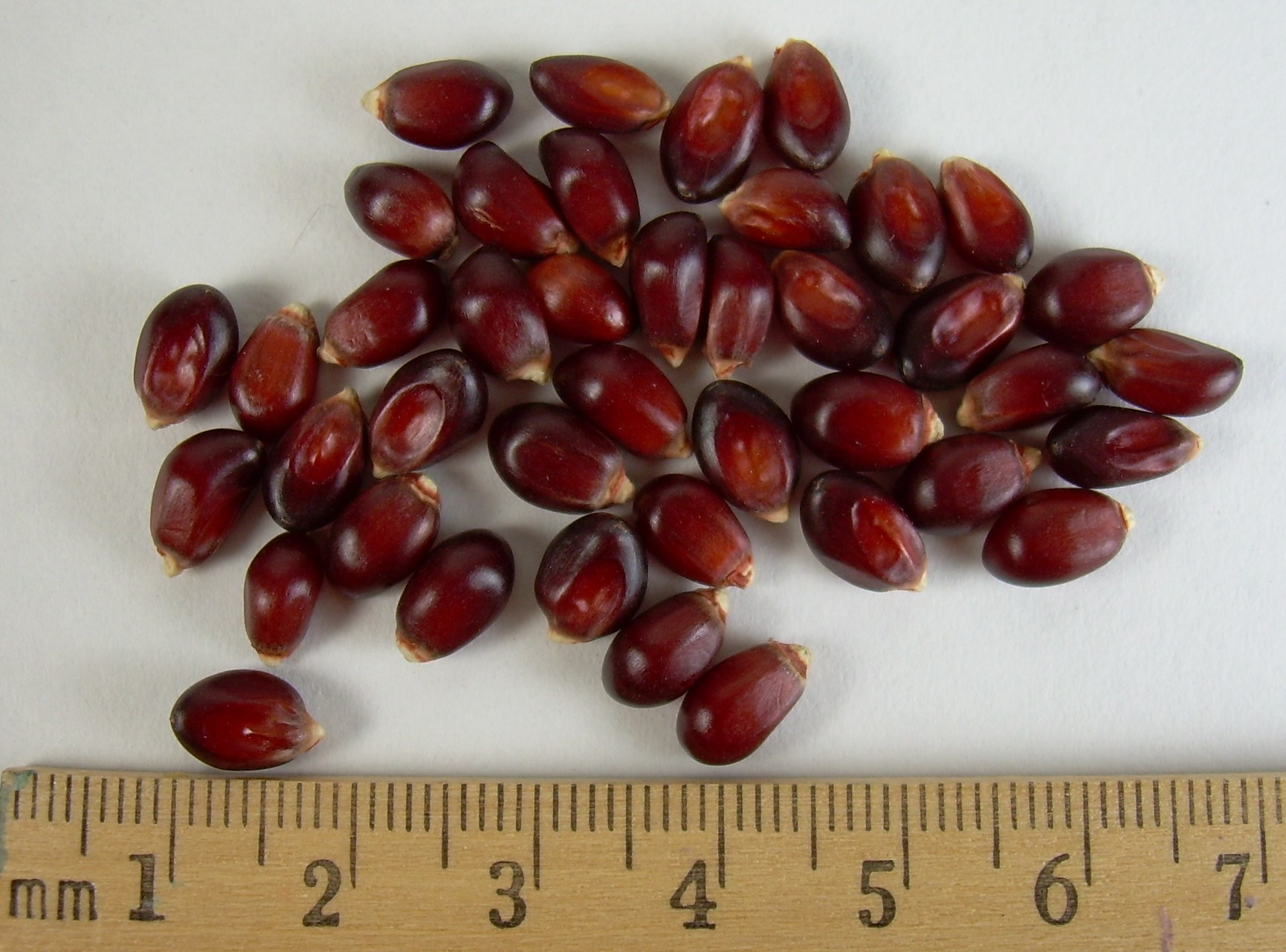
Кукурудзяні зерна
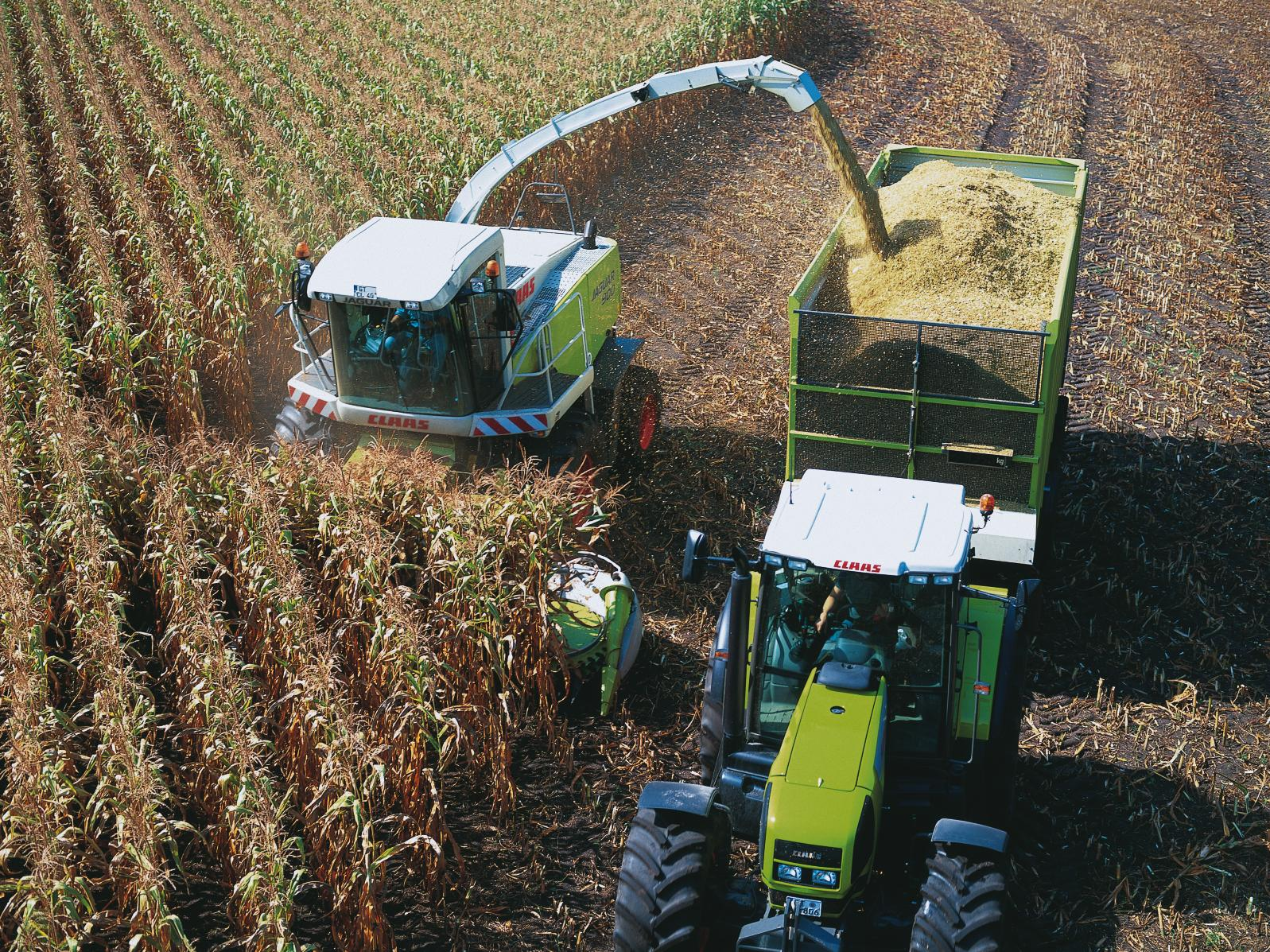
Збір кукурудзяного силосу кормозбиральним комбайном
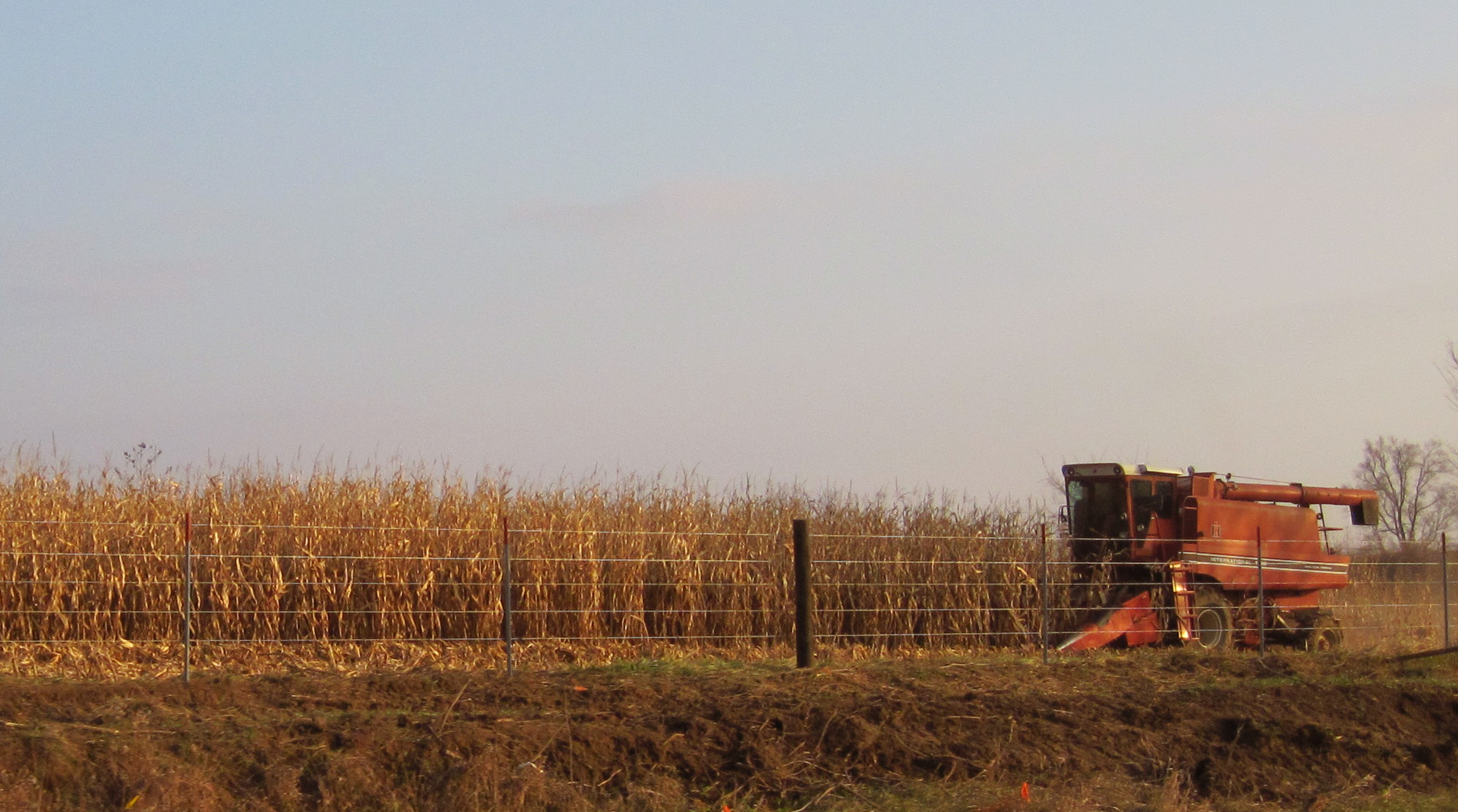
Врожай кукурудзи в штаті Айова (2009), провідного виробника кукурудзи в штатах США
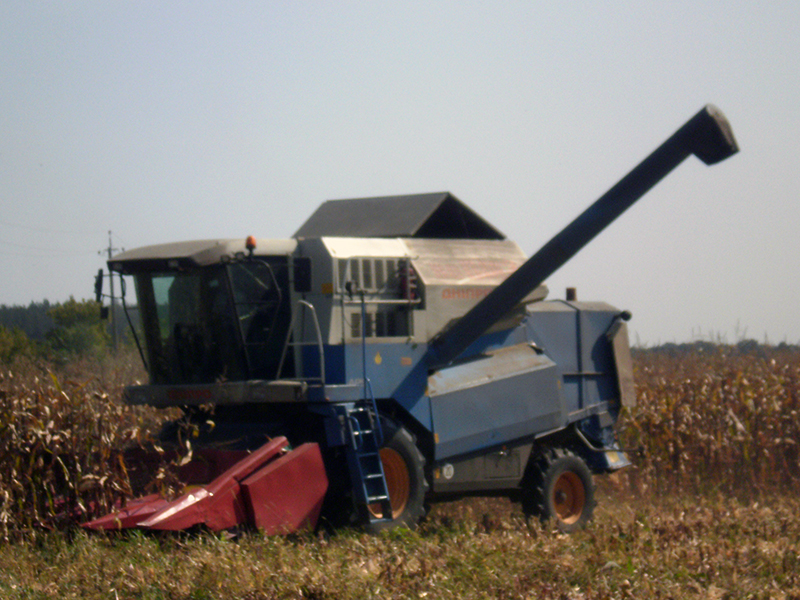
Збір кукурудзи в Київській області
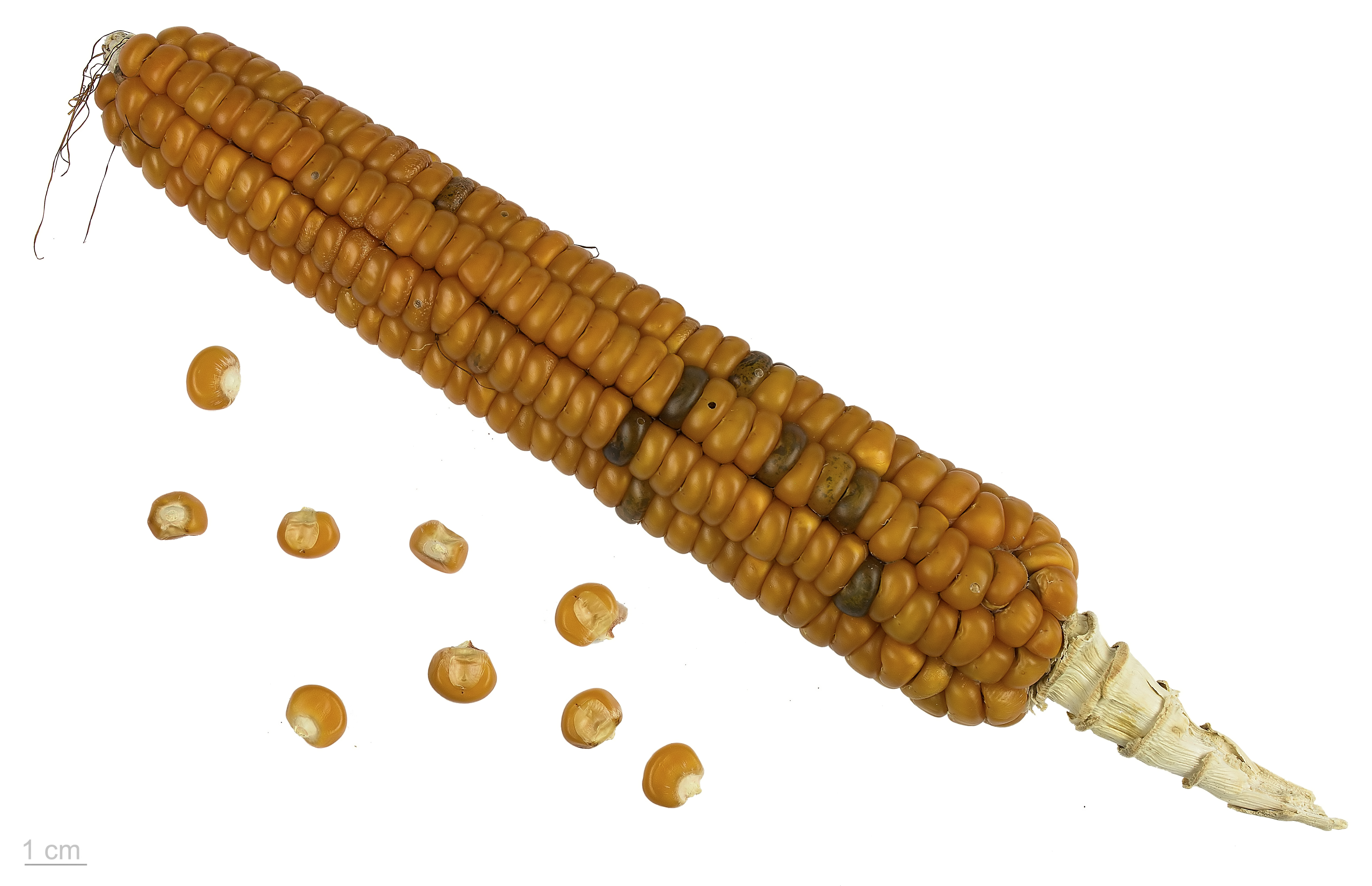
Zea mays 'Ottofile giallo Tortonese' - Тулузький музей
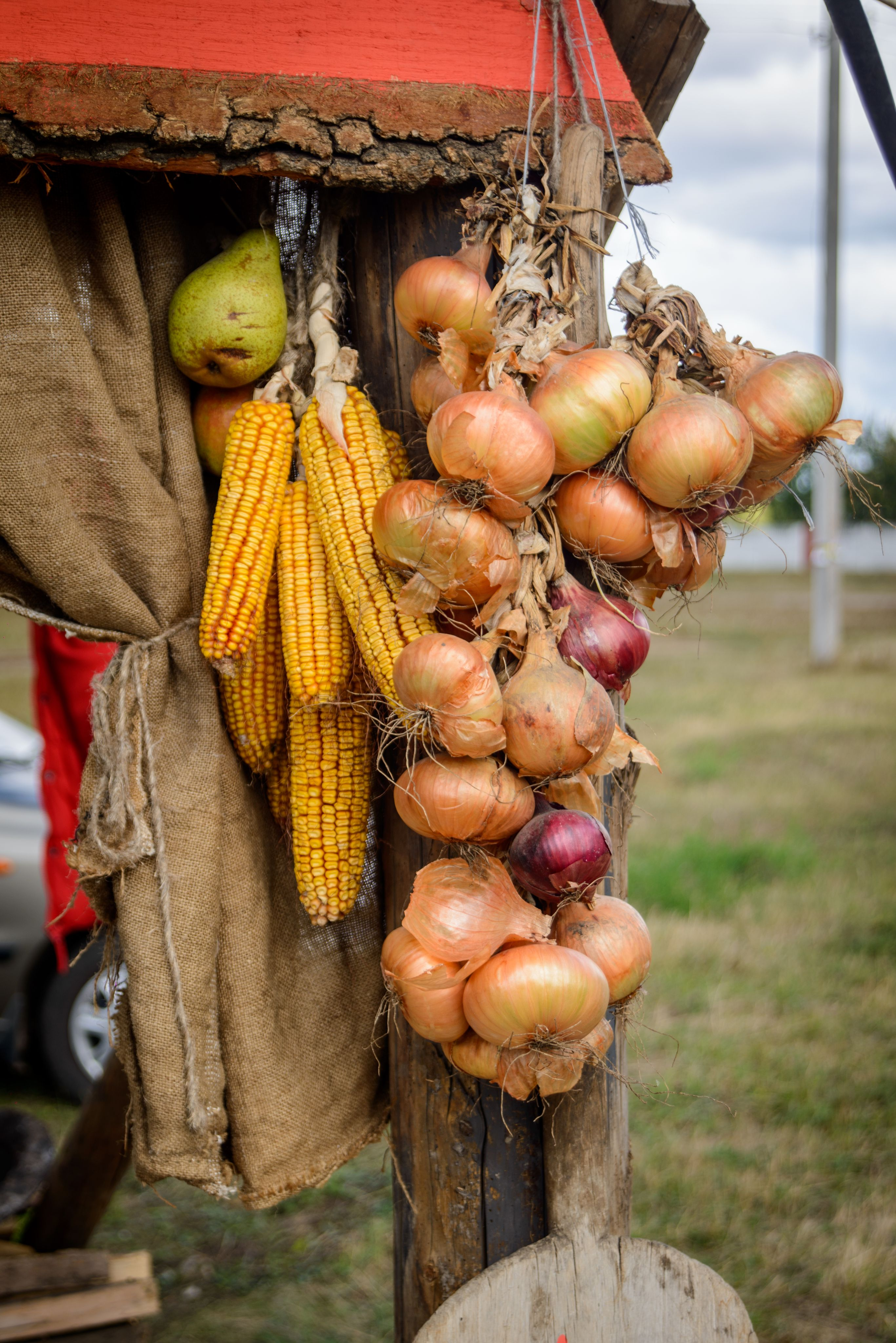
Цибуля та качани кукурудзи під час етнографічного фестивалю «Свіччине весілля» у 2016 році в Березовій Рудці

### Відео
- Кукурудза | Зроблено в Україні [Архівовано 25 січня 2018 у Wayback Machine.] 2018, youtube, 8хв 2сек
- (англ.)«How It's Made Sweet corn» 2015, youtube, 5хв 13сек